# Габу
Габу (порт. Gabú) — город в восточной части Республики Гвинеи-Бисау, административный центр континентального округа Габу. Через Габу протекает река Калуф, приток реки Геба. Габу является центром торговли с Гвинеей и Сенегалом.

## История
C XIII до начала XIX века был столицей королевства Каабу, которая была присоединена государством Фута-Джалон, просуществовавшем вплоть до 1934 года. До обретения Гвинеей-Бисау независимости носил название Нова Ламего (Nova Lamego). В день объявления независимости страны 24 сентября 1973 г. была провозглашена Конституция Республики и проведено первое Национальное народное собрание Гвинеи-Бисау.

## Торговля
В Габу торгуют углём и керамикой, а также сельскохозяйственной продукцией.

## Климат
В Габу тропический климат саванны с небольшим количеством осадков или их отсутствием с ноября по май и сильными или очень сильными дождями с июня по октябрь.
| Показатель                    | Янв. | Фев. | Март | Апр. | Май  | Июнь | Июль | Авг. | Сен. | Окт. | Нояб. | Дек. | Год  |
| ----------------------------- | ---- | ---- | ---- | ---- | ---- | ---- | ---- | ---- | ---- | ---- | ----- | ---- | ---- |
| Средний суточный максимум, °C | 31,7 | 34,4 | 37,1 | 38,0 | 36,4 | 33,1 | 30,2 | 29,2 | 30,2 | 31,2 | 31,9  | 30,5 | 32,8 |
| Средняя температура, °C       | 22,8 | 25,4 | 28,4 | 30,0 | 29,6 | 27,6 | 26,1 | 25,4 | 25,9 | 26,3 | 25,7  | 22,7 | 26,3 |
| Средний суточный минимум, °C  | 13,9 | 16,5 | 19,8 | 22,0 | 22,9 | 22,1 | 22,0 | 21,7 | 21,7 | 21,4 | 19,6  | 15,0 | 19,9 |
| Норма осадков, мм             | 0    | 0    | 0    | 3    | 37   | 159  | 273  | 420  | 350  | 180  | 20    | 2    | 1444 |
| Источник: Climate-Data.org    |      |      |      |      |      |      |      |      |      |      |       |      |      |

## Население
Население города составляет 37525 человек.(2010, оценка) (англ.). В основном проживают представители народности фульбе, основная религия ислам.

## Достопримечательности
Поблизости от Габу находятся пещеры Нампассаре. В этих пещерах можно увидеть следы и рисунки от доисторических поселений людей.
Также в этом месте находится Мусульманская святыня, куда люди приходили и молились.